# Štefan Furdek
Štefan Furdek (2. září 1855 Trstená – 18. ledna 1915 Cleveland, Ohio) byl slovenský katolický kněz, novinář, spisovatel, národní buditel a organizátor komunity slovenských imigrantů v USA.
Do Spojených států se Štefan Furdek vydal v roce 1882, neboť v mateřské zemi mu nebylo ze strany církevních představených ani státních úřadů přáno pro jeho buditelské postoje. V USA dokončil studia teologie a usadil se v Clevelandu ve státě Ohio, kde působil nejdříve mezi českými přistěhovalci, aby později založil slovenskou osadu sv. Ladislava v Clevelandu. Stal se prvním správcem clevelandského Our Lady of Lourdes Catholic Church, kde sloužil 32 let.
Brzy se stal jedním z nejvýznamnějších organizátorů slovenských krajanských spolků a hnutí v Americe. V roce 1890 založil První katolickou slovenskou jednotu, jíž se stal prvním předsedou a jejíž členská základna se postupně rozrostla na 100 000 členů. Byl též redaktorem jejího časopisu Jednota.
V roce 1893 spojil síly s Rovnianekem (zakladatelem Národného slovenské spolku) a společně založili Maticu slovenskú v Amerike, která však nakonec v roce 1904 zanikla na finanční problémy.
V roce 1907 založili oba pánové nový spolek nazvaný Slovenská liga, jejímž prvním předsedou se stal Furdek. Ta postupně zastřešila všechny významné slovenské spolky v USA a v období první světové války byla jediným skutečně uznávaným představitelem Slováků na světové scéně. Byla autorem dvou významných dokumentů podporujících vznik společného států Čechů a Slováků: Clevelandské dohody a Pittsburské dohody.
Furdek založil i řadu dalších spolků: Združení slovenských novinárov, Ústredný slovenský národný výbor a Jednotu katolických žen. Mimo to sám organizoval kulturní život a vzdělávání v rodném jazyce pro slovenské děti v Clevelandu. Dále se snažil všemožně podporovat krajany v rodné zemi a organizoval podpůrné akci na podporu slovenského kulturního života na Slovensku a protestní shromáždění proti národnostní politice Rakousko-Uherska.